# Perca schrenkii
Perca schrenkii es una especie de peces de la familia Percidae en el orden de los Perciformes.

## Morfología
Los machos pueden llegar alcanzar los 50 cm de longitud total y los 1,500 g de peso.

## Distribución geográfica
Se encuentra en el Lago Baljash (Kazajistán).